# Angra dos Reis
Angra dos Reis es una ciudad litoránea brasileña ubicada en el Estado de Río de Janeiro, a una distancia de 151 km de la capital del estado. Tiene una superficie total de 816,3 km², correspondiendo 193 km² del total a 365 islas -la mayor de las cuales es Ilha Grande- e islotes.
Las actividades económicas más importantes de la ciudad son las actividades portuarias, el comercio y los servicios, algunas industrias, la producción de energía nuclear (los dos reactores nucleares brasileños de la Central nuclear Almirante Álvaro Alberto están ubicados en el municipio) y el turismo en sus playas, islas y buceo.

## Origen del nombre
El origen del nombre del lugar es el siguiente: Gaspar de Lemos, al mando de una flota naval portuguesa, encalló en la isla Grande (Ilha Grande) el 6 de enero de 1502, el Día de Reyes (en portugués, Dia de Reis). Así que el lugar fue bautizado «Angra dos Reis», que significa «Ensenada de los Reyes».